# Несподівана атака вранці
Несподівана атака вранці (англ. The Attack at Dawn) — картина батального жанру, котру створив французький художник Альфонс де Невіль.

## Художник-баталіст
Альфонс де Невіль походив з багатої родини і ніщо наче не обіцяло в ньому появи художника батального жанру. Батько був юристом і наполягав, щоби син вивчав право. Родина була далекою від мистецтва. Всупереч заборонам батьків син виявив наполегливість і 1852 року влаштувався у військово-морське училище в місті Лор'яні, Бретань, бо мріяв стати офіцером. Невіль встиг провчитися один рік, коли батько таки примусив сина покинути училище та почати вивчати юриспруденцію.
Декотрий час від навчався в майстерні художника Франсуа-Эдуара Піко. Ймовірно, що він постійно малював сам, бо пишуть, що його художні здібності яскраво виявились вже в період навчання в училищі.
Він таки стане офіцером і служитиме у військовій частині саперів, а потім ад'ютантом при генералі у франко-прусську війну. Живопис став для Невіля засобом поєднання військової справи з мистецтвом. Він створював ілюстрації до різних видань, але уславився саме як непересічний автор батального жанру, несхожий на жодного з художників-баталістів серед сучасників.

## Опис твору
В картині «Несподівана атака вранці» подано невелике поселення французів вранці. Поселення було в облозі і тут розмістили військовий гарнізон. Помешкання ліворуч і було казармою вояків. Атака на казарму розпочалась вранці і вояки були примушені приняти бій. Серед перших, хто вибіг на вулицю, був сурмач, котрий і подав сигнал тривоги. На сходинках старий командир, що намагається командами припинити зайву метушню і хаос.
Нападники з Пруссії використали момент несподіванки і навіть покинуті на вулиці вози використали як захисні споруди.
Одяг французьких вояків підказав дослідникам, що це або турецькі, або алжирські вояки. Гори в дальній перспективі картини навели на думку, що поселення, де відбулася несподівана атака, розташоване на кордоні з Швейцарією і, можливо, це гори Юра.